# Johann von Veldenz

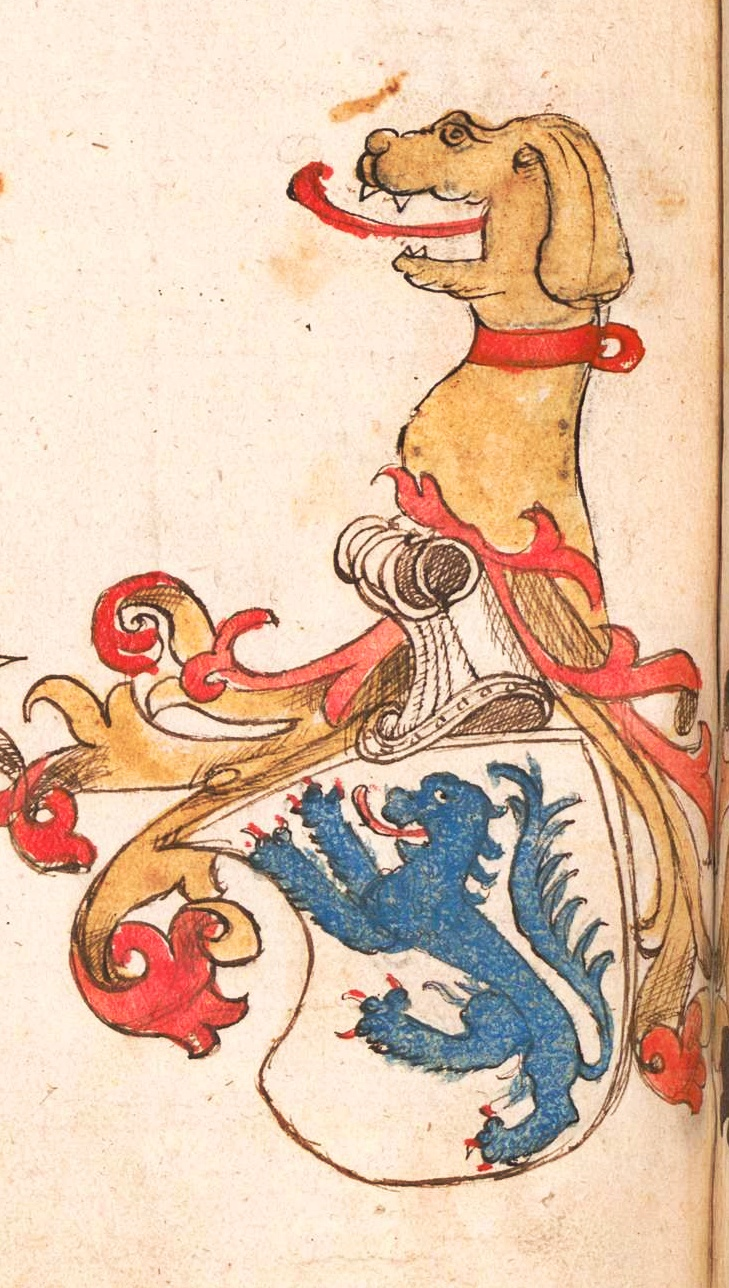
Wappen der Grafen von Veldenz

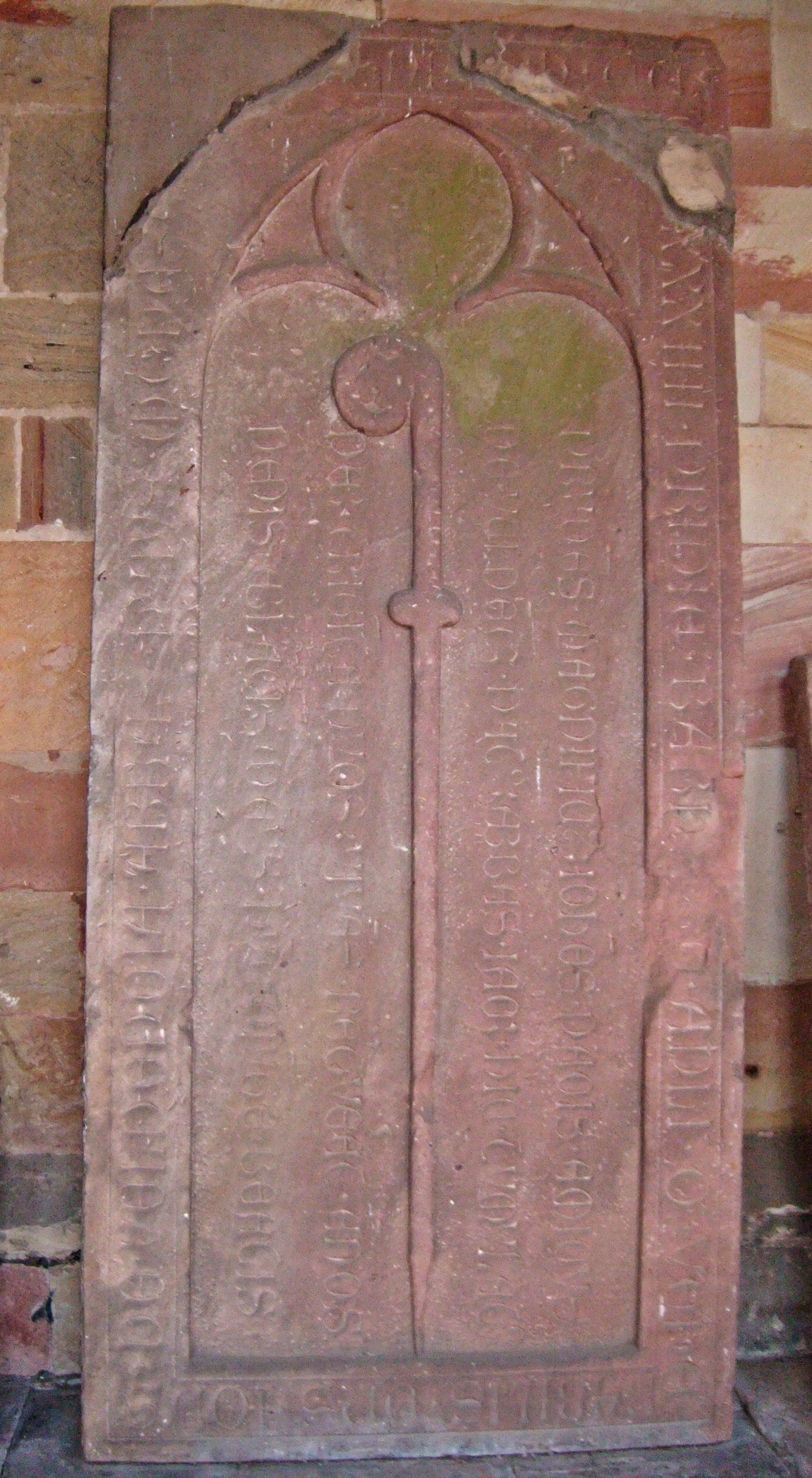
Grabplatte im Kreuzgang der Abteikirche St. Peter und Paul, Wissembourg (Elsass)

Johann von Veldenz († 10. Juni 1434) war Benediktiner, Propst von St. Remigius bei Kusel und Fürstabt des Klosters Weißenburg (Wissembourg) im Elsass.

## Herkunft und Familie
Johann war ein Graf von Veldenz aus dem Hause Geroldseck und der dritte Sohn Heinrichs III. von Veldenz sowie seiner Gattin Loretta von Sponheim-Starkenburg, Tochter von Graf Johann III. (Sponheim-Starkenburg) und seiner Gemahlin Mechthild von Bayern. Die Großmutter Mechthild von Bayern war ein Kind des Wittelsbacher Pfalzgrafen Rudolf I., eine Schwester des Pfälzer Kurfürsten Ruprecht I., Enkelin von König Adolf von Nassau sowie Urenkelin des deutschen Königs Rudolf von Habsburg.
Johanns Nichte Anna von Veldenz (Erbtochter seines Bruders Graf Friedrich III.) heiratete 1409 Pfalzgraf Stefan von Pfalz-Simmern-Zweibrücken, Sohn des deutschen Königs Ruprecht I., wodurch die väterliche Grafschaft Veldenz an das Herzogtum Pfalz-Zweibrücken und das Haus Wittelsbach fiel.

## Leben
Johann trat in den geistlichen Stand und war zunächst Benediktiner im Kloster Weißenburg. 1386 erhielt er die Stelle des Propstes des zum Kloster gehörenden St. Germanshofes. 1395 wurde er Propst des Klosters St. Remigius bei Kusel, dessen Schutzvogtei seine Familie innehatte. Anfang des Jahres 1400 trat der Abt des Klosters Weißenburg, Hugo von Nohfelden, von seinem Amt zurück und Johann von Veldenz wurde sein Nachfolger. Die Bestätigung dafür durch Papst Bonifatius IX. datiert vom 26. März 1400. Er war zu diesem Zeitpunkt Subdiakon.
Johann nahm am Konzil von Konstanz teil. Gegen Ende seiner Regierungszeit beurkundete König Sigismund am 12. März 1431, dass dem Abt des Klosters Weißenburg kein Recht auf Huldigung durch die Stadt Weißenburg zustehe, da diese eine freie Reichsstadt sei.
Seine Amtsführung wird sehr unterschiedlich gewertet: Während Kaspar Brusch ihm bescheinigt, dass er als Abt 32 Jahre lang „klug und löblich“ gehandelt habe, behauptet ein späterer Amtsnachfolger, Abt Heinrich von Homburg (1475–1496), dass Johann in seiner gesamten Amtszeit nie im Kloster gelebt habe.
Johann von Veldenz starb am 10. Juni 1434 und wurde im Kreuzgang der Weißenburger Abteikirche St. Peter und Paul bestattet, wo sich seine Grabplatte befindet. Zu seinem Nachfolger wurde Philipp Schenk von Erbach gewählt, Bruder des Mainzer Erzbischofs Dietrich Schenk von Erbach.